# Hadena insularis
Hadena insularis là một loài bướm đêm trong họ Noctuidae.